# Ibanez K7
Ibanez K7 – siedmiostrunowa gitara elektryczna firmy Ibanez sygnowana przez muzyków zespołu Korn, Briana Welcha i Jamesa Shaffera.

## Konstrukcja
Gitara Ibanez K7 była wyposażona w korpus typu solid body wykonany z mahoniu. W korpusie umieszczono ruchomy mostek Lo Pro Edge 7 U-bar i dwa humbuckery PAF 7 firmy DiMarzio. Gryf został wykonany z pięciu kawałków klonu. Na palisandrowej podstrunnicy nabito 24 progi typu Large. 
Gitary K7 dostępne były w dwóch wersjach kolorystycznych: Blade Gray (model dla Briana Welcha, oznaczenie Ibanez K7-BG) i Firespeak Blue (model dla Jamesa Shaffera, oznaczenie Ibanez K7-FG). 
Poszczególne struny były strojone do dźwięków: A, D, G, C, F, A, D. Gitary charakteryzowały się niskim, mocnym brzmieniem. 
W 2007 roku Ibanez wyprodukował nowe gitary dla zespołu Korn – Ibanez Apex, które były sygnowane przez Jamesa Shaffera (Brian Welch odszedł z zespołu w roku 2005).
Brian Welch ciągle używa oryginalnego K7 jako własnej sygnowanej gitary.